# Брэгг, Уильям Лоренс

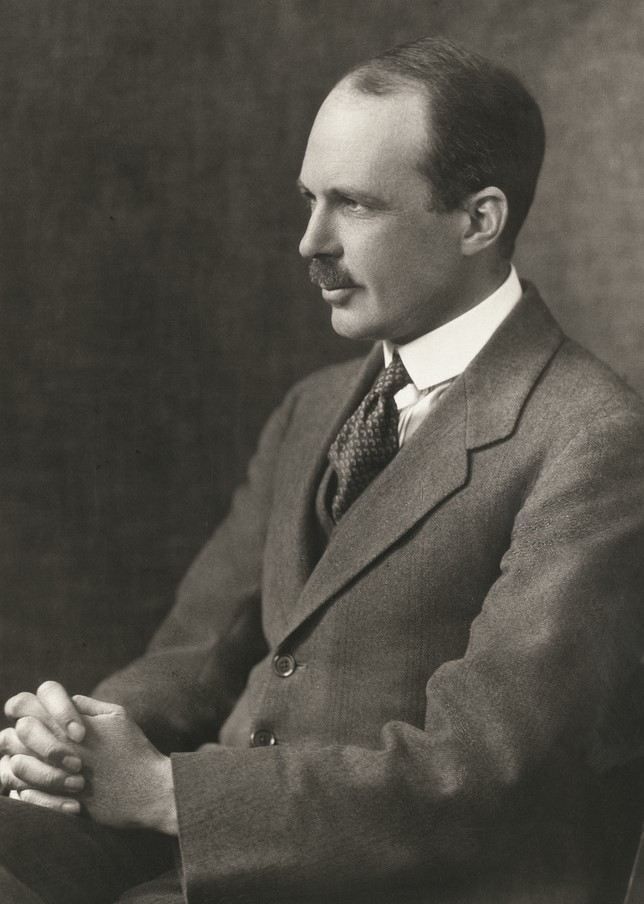
Брэгг в 40-летнем возрасте

Сэр Уильям Лоренс Брэгг (англ. Sir William Lawrence Bragg; 31 марта 1890, Аделаида, Южная Австралия, Австралия — 1 июля 1971, Валдрингфорд, Ипсуич, Саффолк, Англия, Великобритания) — австралийский физик, лауреат Нобелевской премии по физике за 1915 год (совместно со своим отцом Уильямом Генри Брэггом). Самый молодой нобелевский лауреат по физике за всю историю премии. Занимал пост директора Национальной физической лаборатории Великобритании в 1937—1938 годах, затем аналогичный пост в Кавендишской лаборатории в Кембридже в то время, когда там, в феврале 1953 года, Дж. Уотсоном, Ф. Криком и Р. Франклин была открыта структура ДНК.
Член Лондонского королевского общества (1921), иностранный член Парижской академии наук (1955; корреспондент с 1939).

## Биография
Брэгг родился в Северной Аделаиде, в Австралии. Он был впечатлительным мальчиком и рано показал интерес к науке. Его отец, Уильям Генри Брэгг, был профессором математики и физики в Аделаидском университете. В возрасте пяти лет Уильям Лоренс упал с велосипеда и сломал руку. Его отец, который недавно прочёл об экспериментах Вильгельма Рентгена, использовал недавно открытые лучи для диагноза сломанной руки сына. Это было первым документально подтверждённым применением рентгеновских лучей в хирургических целях в Австралии.
Брэгг был очень способным студентом. После начала обучения в 1904 году в колледже Св. Петра в Аделаиде он поступил в Университет Аделаиды в возрасте 14 лет и изучал там математику и физику. Окончил университет в 1908 году. В том же году его отец принял предложение о работе в Лидском университете и перевёз семью в Англию. Брэгг поступил осенью 1909 году в Колледж Тринити в Кембридже, получив стипендию для изучения математики, несмотря на то, что сдавал экзамен в постели, заболев воспалением лёгких. Изучал математику и физику, окончил колледж в 1911 году.
Наибольшую известность Брэггу принёс его закон о дифракции рентгеновских лучей на кристаллах. Закон Брэгга позволяет рассчитать положение атомов в кристалле по дифракционной картине, которую образуют рентгеновские лучи проходя сквозь кристаллическую решётку. Он сделал это открытие в 1912 году, в течение первого года в качестве студента-исследователя в Кембридже. Он обсуждал свои идеи с отцом, который разработал в Лидсе рентгеновский спектрометр, позволивший проанализировать большое количество кристаллов. Сотрудничество отца и сына вызывало у многих людей мнение, что эти исследования инициировал отец. Это расстраивало сына.
Исследования Брэгга прерывались первой и второй мировыми войнами. Во время обеих войн он работал над методом звукового обнаружения пушек противника. Осенью 1915 года его брат Роберт погиб. В это же время Уильям Лоренс Брэгг узнал, что он стал самым молодым человеком, когда-либо получавшим Нобелевскую премию — в возрасте 25 лет, «за заслуги в исследовании кристаллов с помощью рентгеновских лучей». В промежутке между войнами с 1919 по 1937 годы он работал в викторианском университете Манчестера в качестве профессора физики. С 1939 по 1943 годы президент Института физики.
В 1921 году женился на Элис Хопкинсон. В 1941 году был посвящён в рыцари.
После второй мировой войны он вернулся в Кембридж, разделив при этом Кавендишскую лабораторию на исследовательские группы. Он считал, что идеальной исследовательской единицей является группа от одного до 6—12 учёных и нескольких ассистентов. В 1948 году Брэгг заинтересовался структурой белков, и частично его заслугой было формирование группы, которая использовала физику для исследования биологических проблем. Брэгг поддержал Фрэнсиса Крика и Джеймса Уотсона, которые работали под его руководством в Кавендишской лаборатории. Брэгг был отблагодарён тем, что увидел, как метод, который он разработал более сорока лет назад, послужил основой этому знаменательному взгляду в саму природу жизни. Брэгг систематически и успешно продвигал и номинировал Крика, Уотсона и Уилкинса на нобелевскую премию по физиологии и медицине. Вклад в определение структуры ДНК с последующей её проверкой, сделанный Королевским лондонским колледжем, признан присуждением Нобелевской премии за 1953 год и Уилкинсу. В то же время в Кавендишской лаборатории Макс Перутц делал исследования о структуре гемоглобина, которые принесли ему в 1962 году Нобелевскую премию.
В апреле 1953 году Брэгг принял приглашение работы в качестве постоянного профессора Королевского Института в Лондоне. Он предложил для Института серию лекций с экспериментами для школьников. Его идея была встречена с энтузиазмом, и с 1965 года примерно 20000 школьников посещали эти лекции каждый год. Он работал в Королевском Институте до ухода на пенсию в сентябре 1966 года.
Интересами Брэгга были рисование, литература и увлечение садоводством, которое продолжалось всю жизнь. Когда он переехал в Лондон, ему недоставало сада, и он подрабатывал садовником на полставки, не ставя в известность своего работодателя, пока однажды один знакомый с удивлением не узнал его.
Брэгг получил медаль Копли и Королевскую медаль от Королевского научного общества. В 1967 году Брэгг стал кавалером Ордена Кавалеров Почёта. Он умер в больнице недалеко от своего дома в Валдрингфорде 1 июля 1971 года.
С 1992 года Австралийский физический институт награждает золотой медалью Брэгга за отличие в физике за лучшую кандидатскую диссертацию, выполненную в австралийском университете.
В честь Уильяма Лоренса Брэгга и его отца Уильяма Генри назван Институт Брэгга (англ. Bragg Institute) — австралийская группа по исследованию рассеивания нейтронного и рентгеновского излучения.